# Yllenus bakanas
Yllenus bakanas is een spinnensoort in de taxonomische indeling van de springspinnen (Salticidae).
Het dier behoort tot het geslacht Yllenus. De wetenschappelijke naam van de soort werd voor het eerst geldig gepubliceerd in 2003 door Dmitri Viktorovich Logunov & Yuri M. Marusik.